# Artaqueas
Artaqueas (en persa antiguo: Ṛtaxaya, en elamita: Ir-da-(ak-)ka-(a-)ya, en griego antiguo: Ἀρταχαίης), hijo de Arteo, fue un ingeniero de la dinastía aqueménida de la antigua Persia, que vivió alrededor del siglo V a. C.
Tenía fama de ser el hombre más alto de su país. Se le describió como que le faltaban«cuatro dedos para medir cinco codos reales». No es posible saber con precisión cuál era la longitud moderna, pero la mayoría de los estudiosos coinciden en que medía entre dos y tres metros.
Aparte de por su altura, Artaqueas destacó sobre todo por ser el arquitecto del canal de Jerjes, que atravesaba la península al pie del monte Athos, y por su papel directo en la supervisión de su construcción,junto con Búbares, hijo de Megabazo.
Murió mientras Jerjes I estaba con su ejército en Athos; y Jerjes, que estaba profundamente apenado por su pérdida, le dio un lujoso funeral, y ordenó a su ejército que le levantara un túmulo funerario. Se dice que este montículo era visible en el siglo XIX.
En tiempos del historiador Heródoto, los acantios, en cumplimiento de un oráculo, le hacían sacrificios como un héroe.